# Барца (Римавска Собота)
Барца (слч. Barca) насељено је мјесто са административним статусом сеоске општине (слч. obec) у округу Римавска Собота, у Банскобистричком крају, Словачка Република.

## Становништво
| Година:    | 1994. | 2004.    | 2014.    | 2024.    |
| ---------- | ----- | -------- | -------- | -------- |
| Број људи: | 300   | 451      | 553      | 614      |
| Разлика:   |       | +50,33 % | +22,61 % | +11,03 % |

| Година:    | 2023. | 2024.   |
| ---------- | ----- | ------- |
| Број људи: | 604   | 614     |
| Разлика:   |       | +1,65 % |

Према подацима о броју становника из 2011. године насеље је имало 521 становника.